# دروتی امت
دروتی ماری امت (انگلیسی: Dorothy Emmet؛ ۲۹ سپتامبر ۱۹۰۴ – ۲۰ سپتامبر ۲۰۰۰) یک فیلسوف اهل بریتانیا و رئیس دپارتمان فلسفهٔ دانشگاه منچستر برای بیش از بیست سال بود.